# Berrak Tüzünataç
Berrak Tüzünataç (Yalova, 2 de novembro de 1984) é uma atriz turca de teatro, cinema e televisão. Também é apresentadora.